# Security AppScan
HCL AppScan（原IBM Security AppScan）是原IBM的Rational软件部门的一组网络安全测试和监控工具，2019年被HCL技術公司收購。AppScan旨在在开发过程中对Web应用程序的安全漏洞进行测试。该产品学习每个应用程序的行为，无论是现成的或是内部开发的应用程序；该产品还开发了一个程序，用来测试应用程序所有功能的常见的和特定的安全漏洞。

## 历史
AppScan最初是由以色列软件公司Sanctum Ltd.（其最初命名为Perfecto Technologies）开发的，1998年首次发布。1999年Sanctum扩展了其网络安全解决方案，并推出了世界上第一个应用防火墙——AppShield。
AppScan的第2版发布于2001年2月，增加了策略识别引擎和知识库，自动及自定义的爬虫引擎和攻击模拟器。第3版发布于2002年4月，增加了协同测试功能——不同的任务可以分配给不同的测试者；改进了程序的扫描和报表部分的用户界面。到2003年，超过500家企业客户使用AppScan，营收达到了3000万美元。
2004年7月，马萨诸塞州的公司Watchfire收购了Sanctum，这是一家开发了名为WebXM的Web应用管理平台的公司。AppScan成为了Watchfire公司的主打产品，以色列赫兹利亚的Sanctum研发中心则成为Watchfire公司的主要研发地。
2007年6月，Watchfire公司被IBM收购，并纳入Rational软件产品线，使IBM能够覆盖更多的应用程序开发生命周期。Watchfire公司的研发中心被并入IBM在以色列的研发实验室。
2009年，IBM收购了Ounce Labs，为AppScan产品线增加了一个在开发过程中查找和纠正源代码中漏洞的工具，并改名为AppScan Source Edition。
2019年，IBM將AppScan賣給了印度的HCL技術公司。